# Alexia Bryn
Alexia Marie Bryn (Oslo, 24 marzo 1889 – Oslo, 19 luglio 1983) è stata una pattinatrice artistica su ghiaccio norvegese.

## Palmarès
Coppie con (Yngvar Bryn)
| Evento               | 1908 | 1909 | 1910 | 1911 | 1912 | 1913 | 1914 | 1919 | 1920 | 1921 | 1922 | 1923 |
| -------------------- | ---- | ---- | ---- | ---- | ---- | ---- | ---- | ---- | ---- | ---- | ---- | ---- |
| Giochi olimpici      |      |      |      |      |      |      |      |      | 2°   |      |      |      |
| Campionati mondiali  |      |      |      | 5°   | 3°   | 4°   | 5°   |      |      |      | 5°   | 2°   |
| Giochi nordici       |      |      |      |      |      |      |      |      |      | 2°   | 1°   |      |
| Campionati norvegesi | 1°   | 1°   | 1°   | 1°   | 1°   | 1°   |      | 1°   | 1°   | 1°   | 1°   |      |